# LOHAS Park (stacja MTR)
LOHAS Park (chiński: 康城) – jedna ze stacji MTR, systemu szybkiej kolei w Hongkongu, na Tseung Kwan O Line. Została otwarta 26 lipca 2009. 
Znajduje się w obszarze LOHAS Park, w dzielnicy Sai Kung.